# Athyreus bifurcatus
Athyreus bifurcatus es una especie de coleóptero de la familia Geotrupidae.

## Distribución geográfica
Habita en Argentina, Paraguay y Brasil.